# Звуковой движок
Не путать с голосовым движком, который формирует звуковую речь в соответствии с текстом.
Звуковой движок (англ. sound/audio engine) — программный компонент игрового движка, отвечающий за воспроизведение звука (шумовое и музыкальное оформление, голосов персонажей) в компьютерной игре или другом приложении. Звуковой движок часто отвечает также за имитацию определённых акустических условий, воспроизведение звука согласно местоположению, эхо и т. д.
Примеры известных звуковых интерфейсов программирования приложений (англ. API) и программных библиотек, которые используются в звуковых движках — Environmental Audio Extensions (EAX), OpenAL, FMOD, DirectSound3D и др.